# Уоллеми
Национальный парк «Уоллеми» (англ. Wollemi National Park) расположен в Австралии в штате Новый Южный Уэльс. Второй по размеру национальный парк в штате после Косцюшко, с 2000 года входит в Систему национальных парков в Голубых Горах. Является единственным известным местом произрастания одного из самых редких и древних растений в мире — воллемии.

## География
Парк расположен в восточной части штата на отрогах Голубых гор. Ближайший город — Литгоу (около 20 километров по прямой), до Сиднея около 65 километров (по прямой). Перепад высот составляет от 300 до 1100 метров над уровнем моря. В парке рождаются притоки таких рек как Хоксбери, Хантер и Гоулберн: это в частности Волган, Каперти и Коло — самая чистая река Нового Южного Уэльса.
С запада граничит с национальным парком Гарденс-оф-Стоун.

## Описание
Парк Уоллеми был образован в декабре 1979 года, его площадь составляет 5017 км².

В парке находятся многочисленные долины, ущелья, водопады и утёсы, около 40% площади является территорией дикой природы. 90% площади парка занимают эвкалиптовые леса (около 70 видов этих деревьев), оставшуюся территорию делят между собой дождевые леса, пустоши и травянистые сообщества. Фауна Уоллеми насчитывается 58 видов рептилий, 38 видов лягушек, 235 видов птиц, 46 видов млекопитающих.
В 1995 году смотрителями парка была обнаружена пещера Иглс-Рич, о которой не сообщалось широкой общественности до мая 2003 года, когда туда прибыла экспедиция от Австралийского музея. Она обнаружила в пещере многочисленные наскальные рисунки аборигенов, возраст которых составляет около четырёх тысяч лет.

## Достопримечательности
- Долины:
  - Волган[англ.]
  - Каперти[англ.]
    - Глен-Дэвис[англ.] — деревня в долине с населением около 350 человек
- Ньюнс[англ.] — заброшенное место добычи нефтяных сланцев
- Тоннель светящихся червей[англ.] — заброшенный железнодорожный тоннель, в котором живут биолюминесцентные черви.
- Железная дорога «Зиг-заг»[англ.] — функционировала с 1869 по 1910 год.